# Llengües kele-tsogo
Les llengües kele-tsogo són una proposta de grup filogenètic dins de les llengües bantus, que en la classificació de Guthrie pertanyen als grups B.10-30. D'acord amb Nurse i Philippson (2003), el grup inclou:
- Llengües kele (B.20)
- Tsogo-Myene
  - Myene (B.10)
  - Llengües tsogo (B.30)

## Comparació lèxica
Els numerals para diferents branques de les llengües kele-tsogo són:
| GLOSSA | PROTO- KELE      | Myene    | PROTO- TSOGO | PROTO- KELE- TSOGO |
| ------ | ---------------- | -------- | ------------ | ------------------ |
| '1'    | *-wotu / *-mootu | mɔ̀ɾì     | *-wo / *moti | *-wo / *moti       |
| '2'    | *-balɛ           | mbànì    | *-bali       | *-bali             |
| '3'    | *-ʦatu ~ *-tʰatu | ʧáɾó     | *-tʰato      | *-tʰatu            |
| '4'    | *-nai            | náyì     | *-nai        | *-nai              |
| '5'    | *-taːnu          | òtání    | *-tani       | *-taːnu            |
| '6'    | *n-toba          | òɾówá    | *mo-toba     | *n-toba            |
| '7'    | *-ʦaːmbi         | 6 + 1    | *ʦambwi      | *-ʦaːmbi           |
| '8'    | *mwambi          | è-nánáyì | *ɣe-nana     | *-nana             |
| '9'    | *-bwa            | 10 - 1   | *buka        | *-bwa              |
| '10'   | *-kumi ~ *-ʤumi  | ìɣómí    | *n-ʣima      | *-kumi ~ *-ʤumi    |